# Гурий (Кузьменко)
Архиепископ Гурий (в миру Сергей Александрович Кузьменко; 11 августа 1964, Дебальцево, Донецкая область) — архиерей Украинской православной церкви на покое, бывший архиепископ Житомирский и Новоград-Волынский, бывший председатель Синодального отдела по делам молодёжи Украинской православной церкви, доцент кафедры догматического богословия и член учёного совета Киевской духовной академии.
Тезоименитство — 17 октября (святителя Гурия Казанского).

## Биография
Родился 11 августа 1964 года в городе Дебальцево Донецкой области Украины в семье рабочего.
В 1979 году окончил среднюю школу, а в 1983 году — техникум железнодорожного транспорта.
В 1984 году поступил в Одесскую духовную семинарию, а в 1987—1991 годах учился в Московской духовной академии.
С марта по август 1990 года был референтом заместителя председателя отдела внешних церковных сношений епископа Подольского Владимира (Икима).
21 июня 1990 года был принят в число братии Московского Данилова монастыря. 2 июля пострижен в монашество с именем Гурий в честь святителя Гурия Казанского. 15 июля рукоположён во иеродиакона, 28 июля — во иеромонаха.
В 1991—1992 годах — член Русской духовной миссии в Иерусалиме.
28 ноября 1992 года был зачислен в число братии Киево-Печерской лавры.
5 января 1993 года был назначен секретарём Донецкого епархиального управления. 19 января возведён в сан игумена, 12 февраля — в сан архимандрита.
С февраля 1993 года — настоятель Свято-Николаевского кафедрального собора Донецка и благочинный 1-го Донецкого округа.
29 июня 1994 года был выведен за штат с правом перехода в другую епархию и перешёл обратно в Киево-Печерскую лавру.
31 июля 1994 года в Трапезном храме Киево-Печерской лавры состоялась его хиротония во епископа Житомирского и Новоград-Волынского.
С сентября 1995 года — преподаватель догматического богословия в Киевской духовной семинарии.
1 ноября 2001 года получил учёную степень кандидата богословия защитив диссертацию на тему: «Пастырство святителя Игнатия, епископа Кавказского и Черноморского». С ноября 2001 года являлся членом учёного совета Киевской духовной академии, а с октября 2003 года — доцентом кафедры догматического богословия Киевской духовной академии.
23 апреля 2002 года назначен председателем созданного тогда же Синодального отдела по делам молодёжи Украинской православной церкви.
21 апреля 2007 года возведён в сан архиепископа.
23 декабря 2010 года решением Священного синода УПЦ от освобождён от должности председателя Синодального отдела по делам молодёжи УПЦ и назначен председателем Синодальной богословско-канонической комиссии.
10 февраля 2011 года уволен на покой, освобождён от должности председателя Синодальной богословско-канонической комиссии УПЦ с формулировкой «по состоянию здоровья» и отправлен за штат.

## Награды

### Церковные
- Орден Русской Православной Церкви святого равноапостольного великого князя Владимира 3-й степени.
- Медаль РПЦ прп. Сергия Радонежского 2-й степени.
- Орден преподобного Нестора Летописца (Украинская Православная Церковь)
- Орден преподобных Антония и Феодосия Киево-Печерских 1-й степени (Украинская Православная Церковь)
- Орден «Рождество Христово — 2000» 1-й степени (Украинская Православная Церковь)

### Светские
- Орден Казачьего Запорожского Войска Украины «Казацкая слава» 2-й степени.